# 呉世応
呉 世応（オ・セウン、朝鮮語: 오세응/吳世應、1933年4月18日 - 2019年12月11日）は、大韓民国の政治家。第8・9・10・11・12・14・15代大韓民国国会議員。元政務第1長官。
本貫は海州呉氏。号は意南（ウィナム、의남）。新教徒。

## 経歴
日本統治時代の朝鮮で京畿道の安城に生まれた。京畿中学校・京畿高等学校を卒業後、延世大学校政治外交科に進学し、卒業した。渡米しハムライン大学を卒業後、アメリカン大学大学院で修士と博士学位を取得した。その後はボイス・オブ・アメリカのアナウンサー、在米韓国留学生連合会の会長、在ワシントンD.C.韓国通信社の理事長などを務めた。第8代総選挙で新民党の公認で立候補して当選し、国会議員を7期務めた。また、1980年に国家保衛立法会議委員に選出された。1996年7月4日から1998年5月29日まで、金令培とともに第15代国会副議長（1期）を務めた。2013年7月3日には城南発展連合の創立7周年式典に出席し、城南市の魅力や今後についてを述べた。2019年12月11日、86歳で死去した。